# Турсумбаев, Балташ Молдабаевич
Балташ Молдабаевич Турсумбаев (каз. Балташ Молдабайұлы Тұрсымбаев; 24 октября 1946, аул Малый Боранкуль — 14 августа 2022, Алматы) — казахстанский общественный деятель и политик, министр Сельского хозяйства (1991—1993) и аким Костанайской Области (1993—1995). Основатель движения «Ел мен Жер» и член ОСДП.

## Биография
Родился 24 октября 1946 года в ауле Малый Боранкуль Щербакульского района Омской области РСФСР. Происходит из подрода жаулыбай барғана рода карауыл племени аргын.
Окончил Омский сельскохозяйственный институт им. С. М. Кирова (1969), учёный-зоотехник; Алма-Атинскую высшую партийную школу (1987).
- В 1969—1972 годах — Зоотехник отделения № 1, главный зоотехник совхоза «Докучаевский» СКО;
- В 1972—1975 годах — Главный зоотехник совхоза «Смирновский» СКО;
- В 1975 году — Заместитель начальника Пресновского районного сельскохозяйственного управления СКО;
- В 1975—1980 годах — Директор совхоза «Джамбулский» СКО;
- В 1980—1983 годах — Второй секретарь Бишкульского райкома Компартии Казахстана;
- В 1983—1985 годах — Председатель исполкома Соколовского районного Совета депутатов трудящихся;
- В 1985—1986 годах — Первый секретарь Целинного райкома Компартии Казахстана СКО;
- В 1986—1989 годах — Председатель Северо-Казахстанского облисполкома;
- В 1989—1990 годах — Председатель Государственного агропромышленного комитета КазССР;
- В 1990 году — Первый заместитель председателя Совета Министров КазССР — председатель Государственного агропромышленного комитета КазССР (1990);
- В 1990—1991 годах — Государственный советник КазССР по вопросам сельского хозяйства, продовольствия и экологии (1990-1991);
- В 1991—1992 годах — Заместитель Премьер-министра КазССР;
- В 1992—1993 годах — Заместитель премьер-министра Казахстана — министр сельского хозяйства РК;

- В 1993—1995 годах — аким Костанайской области.
- В 1995—1996 годах — секретарь Совета безопасности РК.
- В 1996 году — Посол по особым поручениям МИД РК.
- В 1996—1998 годах — Чрезвычайный и Полномочный Посол РК в Турецкой Республике.
- В 1998—1999 годах — Заместитель премьер-министра Казахстана.

В 2000 году Турсумбаев уходит в предпринимательство и всё равно продолжает политическую деятельность только уже в оппозиции. В 2007 году он присоединяется к оппозиционной Общенациональной социал-демократической партии (ОСДП).  Впоследствии он баллотировался в депутаты Мажилиса от ОСДП. 
Турсумбаев в своей политической деятельности последовательно отталкивался от социально-ориентированной платформы, неизменно уделяя особое внимание аграрному сектору.
Балташ Молдабаевич всегда держал руку на пульсе политической жизни страны. Давал множество интервью, где без страха критиковал власть и предлагал решения. 
В последние годы Турсумбаев активно участвовал в деятельности движения аграрных активистов «Ел мен Жер» вместе с режиссёром Еркином Ракишевым, настаивая на внесении поправок в Земельный кодекс РК. 
В мае 2022 года политик заявил о преобразовании движения в полноценную партию, пообещав принять активное участие в парламентских выборах. 
Также политик раскритиковал референдум по поправкам в Конституцию РК, проходивший 5 июня. В качестве альтернативы голосованию он предлагал возврат к версии Основного закона, принятой в 1993 году.
Турсумбаев вёл активную политическую деятельность, возглавлял общественные движения, выступал по вопросам продовольственной безопасности Казахстана, поднимал вопросы по охране казахстанских земель, а так же вопросы сохранениях совхозов и колхозов. Также, он являлся сопредседателем форума демократических сил Казахстана. Особенно активно защищал права людей после январьских событий.
Турсумбаев скоропостижно скончался 14 августа 2022 года в Алматы от сердечной недостаточности в возрасте 75 лет.

## Награды
Награждён орденами «Знак Почёта» (1980), «Құрмет» (2001), медалями. Лауреат премии «Свобода» (2004).

## Семья
Жена — Турсумбаева Куляш Сарсенбековна.